# Perlarbeiten (Textil)
Verschiedene Techniken, bei denen durchbohrte, meist aus Glas hergestellte Perlen dekorativ in Textilien eingearbeitet sind, kann man unter dem Begriff Perlarbeiten zusammenfassen. Perlstickerei (auch: Perlenstickerei), Perlstrickerei (auch: Perlenstrickerei) und Perlhäkelei (auch: Perlenhäkelei) sind die wichtigsten, nicht immer leicht zu unterscheidenden  Varianten. Blütezeiten der bis ins Mittelalter zurückreichenden Geschichte dieser Kunstfertigkeiten waren die Jahre vom Biedermeier bis zu den 1920er Jahren.

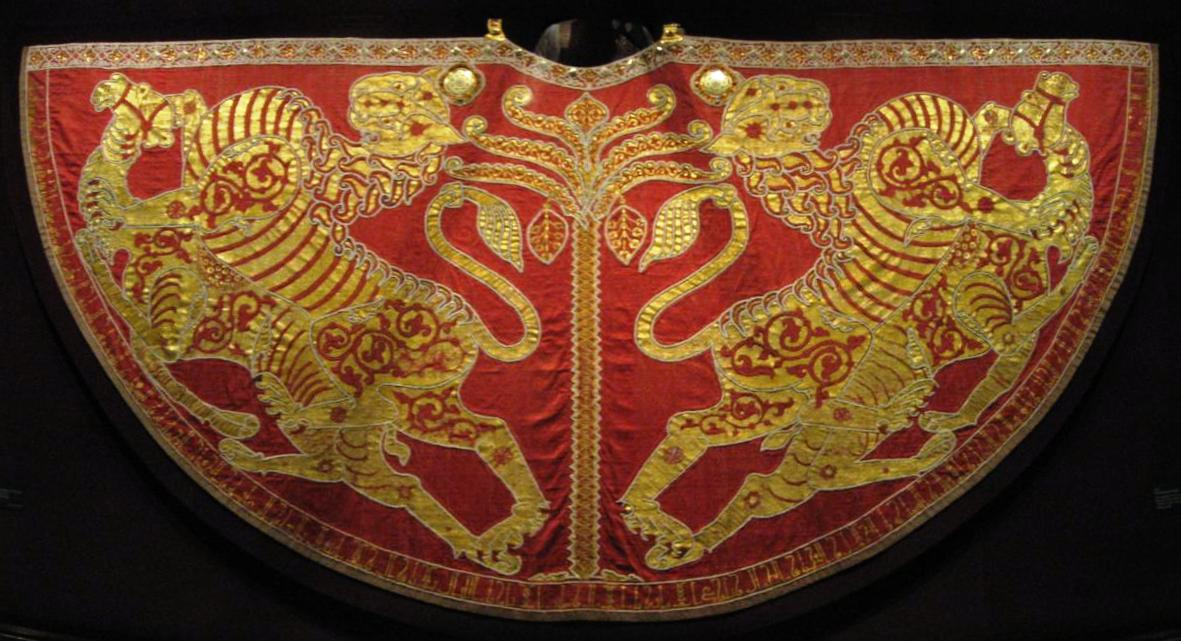
Krönungsmantel aus den Reichskleinodien, gefertigt 1133 in Palermo. Wien, weltliche Schatzkammer der Hofburg

## Perlstickerei

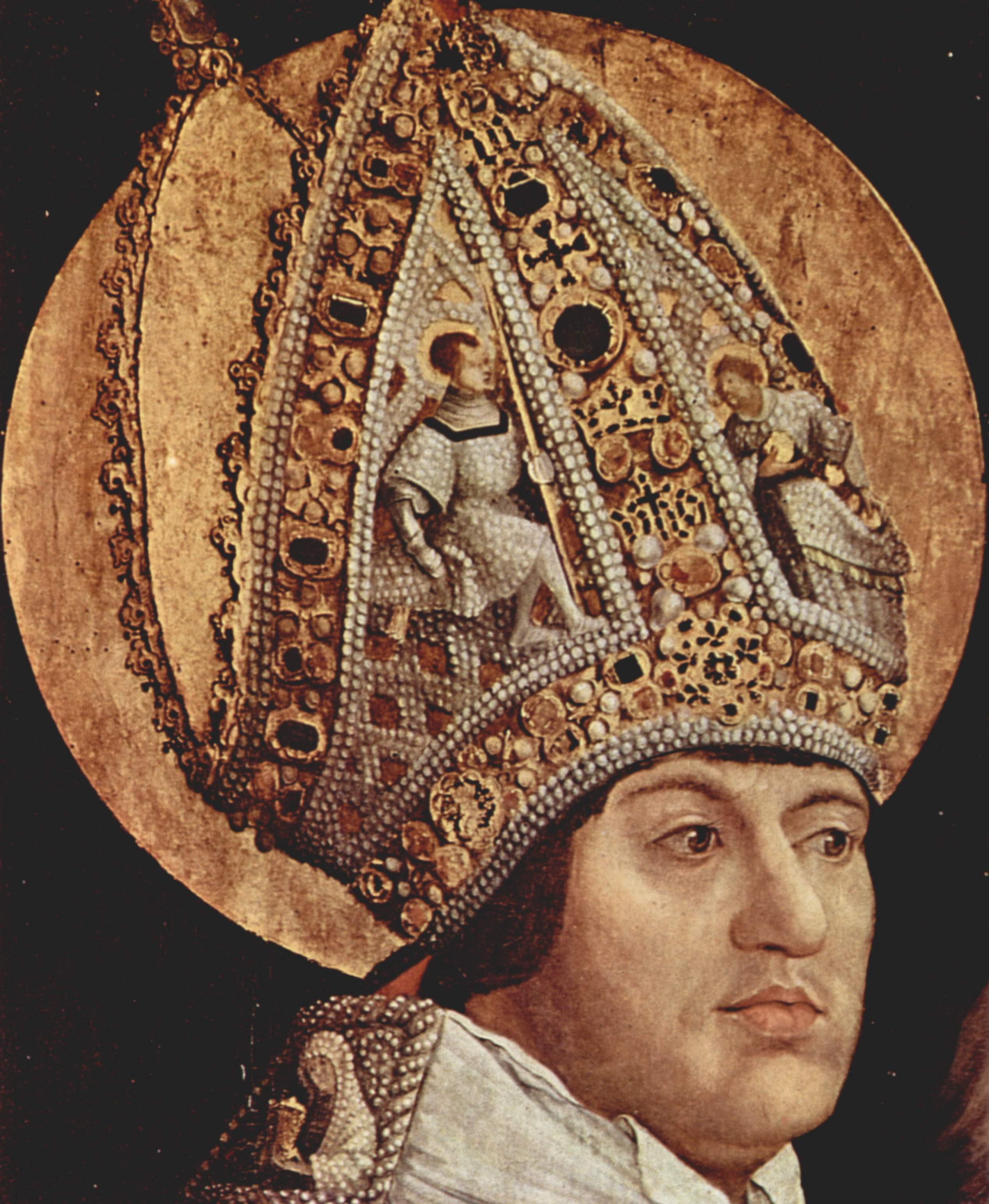
Perlenbesetzte Mitra des Kardinals Albrecht von Brandenburg, Detail aus einem Gemälde von Matthias Grünewald, um 1520, München, Alte Pinakothek

Bei dieser Technik werden zwischen den Einstichen kleine Glasperlen aufgefädelt und auf den flächigen Grund gestickt ohne dass sie, wie etwa bei der Perlstrickerei oder -häkelei, Teil der Struktur des Trägermaterials sind. Frühe Belege aus Mesopotamien reichen bis ins dritte Jahrtausend zurück und indigene Kulturen in Nord- und Südamerika pflegen die Perlstickerei bis heute.
Die europäische Tradition der textilen Verarbeitung von Perlen beginnt, vermutlich nach orientalischen Vorbildern, im 9. Jahrhundert in Sizilien und setzt sich in der Romanik fort. Materiell überliefert sind vor allem die in den Klöstern entstandenen Aufnäharbeiten an Paramenten, bei denen Perlen und farbige Glasperlen, daneben auch solche aus Metall, Pailetten, Korallen oder (Edel-) steinchen aufgenäht wurden. Statt Seide als Basismaterial („opus anglicanum“) wurde in deutschen, vor allem niedersächsischen Klöstern die Arbeit oft auf Leinen (opus teutonicum) ausgeführt.
In nachmittelalterlicher Zeit verliert sich die Perlstickerei nicht völlig, doch ihr Umfang und ihre künstlerische Bedeutung schwindet. Während im Mittelalter die Stickerei noch eher einzelne Glanzpunkte setzte, sind neuzeitliche Arbeiten vor allem im 19. Jahrhundert eher bemüht, ein geschlossenes, buntfarbiges Gefüge zu bieten.

## Perlstrickerei

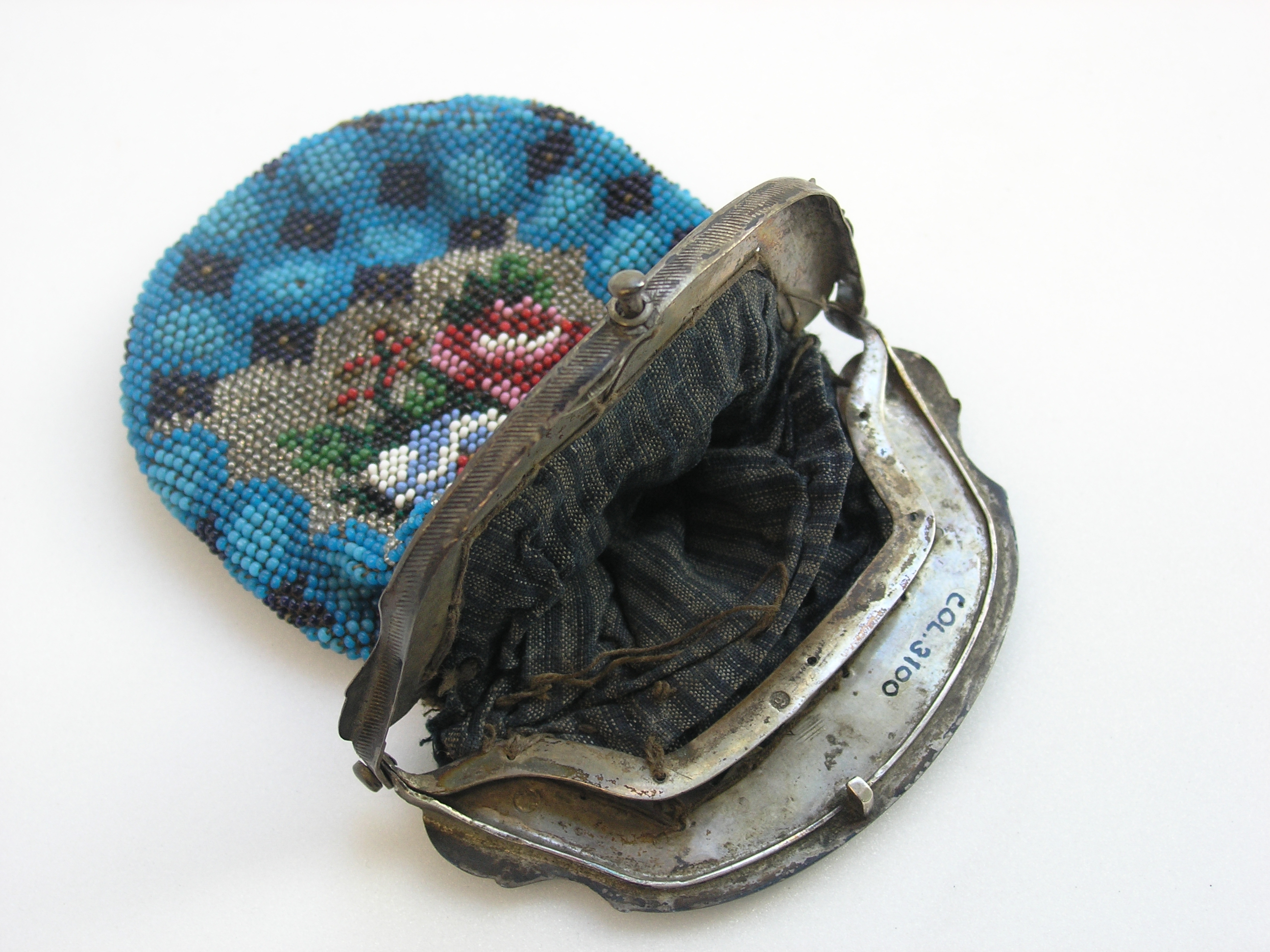
Geldbörse mit Perlstrickerei, 19. Jahrhundert. Museum Auckland, Neuseeland

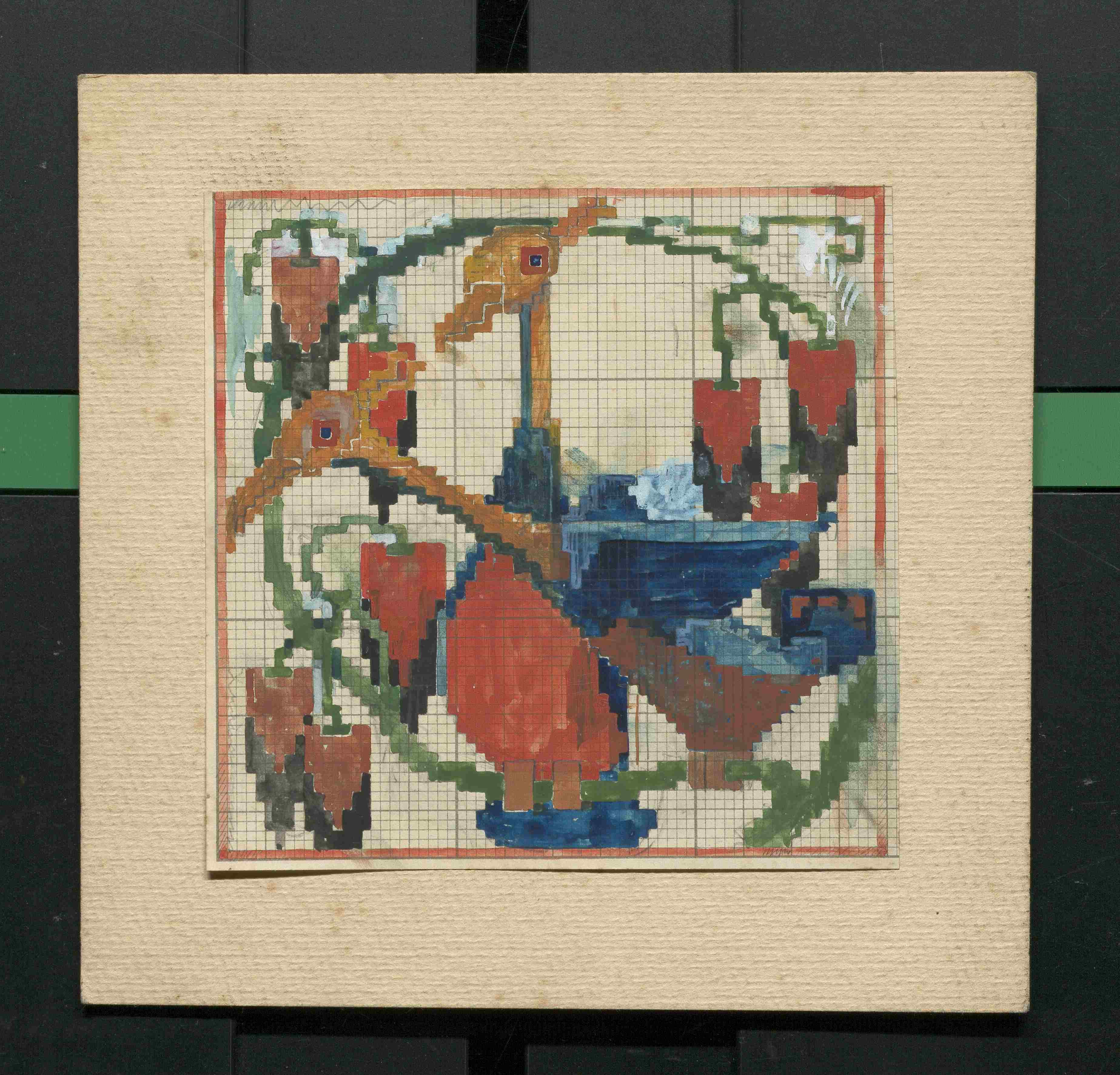
Entwurf von Gustav Jourdan für eine Perlarbeit, erste Hälfte des 20. Jahrhunderts. Stadtarchiv Schwäbisch Gmünd

Seitdem sich im 18. Jahrhundert das Stricken als Zeitvertreib bürgerlicher Damen etabliert hatte, lag es nahe, dass diese in ihre Arbeiten farbige Glasperlen einarbeiteten. Für deren Herstellung besaß Venedig bis ins 19. Jahrhundert hinein ein Monopol, danach trat Böhmen konkurrierend hinzu. Als fertig auf Fäden aufgezogene Schnüre wurden sie angeboten. Dazu gab es ein reiches Angebot an gedruckten Vorlageblättern und -heften. Frauen und Mädchen aus den bürgerlichen Mittelschichten, die genügend Zeit zu Handarbeiten hatten, stellten während der Biedermeierzeit der ersten Hälfte des 19. Jahrhunderts in hoher Zahl Tabak-, Geld-, und Nähzeugbeutelchen her. Beutel mit Zugbändern, ab der Jahrhundertmitte gern Pompadour genannt, wurden am Handgelenk getragen. Varianten solcher Beutel, auch gern als „Ridikül“ bezeichnet, vor allem wenn sie körbchenartige Form hatten, waren in den ersten drei Jahrzehnten verbreitet. Diese Arbeiten waren vielfach Liebes- und Freundschaftsgeschenke, daher oft mit gestrickten Widmungen und Datierungen versehen. Auch Kleintextilien, wie Babymützchen, Strümpfen und Strumpfbändern gaben Perlen eine dekorative Note und waren Ausdruck liebevoller Zuwendung. Solange das Pfeiferauchen noch nicht von Zigarren verdrängt war, stickten und strickten Bräute und Ehefrauen unzählige Tabaksbeutel.
Außerhalb der häuslichen Beschäftigung gab es auch professionelle Arbeit. Als staatliche Arbeitsbeschaffungsmaßnahme eingerichtet, arbeiteten Perlstrickerinnen ab etwa 1810 in Schwäbisch Gmünd und anderen Orten in Württemberg an besonders feinen, kostspieligen Perlarbeiten für den Export in die Niederlande und nach Übersee.

### Material und Technik
Glasperlen wurden seit der Mitte des 2. Jahrtausends v. Chr. im Vorderen Orient hergestellt. Venedig exportierte seine in Murano produzierten Perlen seit der frühen Neuzeit nach ganz Europa. In der ersten Hälfte des 19. Jahrhunderts kamen böhmische Fabriken, zum Beispiel in Gablonz hinzu. Hergestellt werden Glasperlen, indem sie von mehr oder weniger dünnen Glasröhren abgeschnitten oder abgesprengt und ihre Kanten in rotierenden, heißen Eisentrommeln geglättet werden. Nur die feinsten der in allen Farbtönen lieferbaren Schmelz- oder Sprengperlen wurden verstrickt.
Die Herstellungstechnik der Perltäschchen war teils so aufwendig und elaboriert, dass es selbst heutigen Fachautorinnen nur mit Mühe gelingt, die Muster nachzuahmen und ihre Anfertigung zu beschreiben. Der Aufwand war auch enorm: 10 000 bis 60 000 Perlen mussten für einen Beutel hergestellt, sortiert, gehandelt, aufgefädelt und schließlich mit feinen Nadeln verstrickt werden. Neben Glasperlen wurden auch Stahlperlen gern eingearbeitet.
Dem eigentlichen Stricken mussten aufwändige Vorbereitungen voraufgehen: Die Motive wurden auf Millimeterpapier übertragen, so dass auf diesem „Fassbrief“ Perle für Perle und Reihe für Reihe pixelartig aufgemalt war. Nach dieser Vorlage nahmen spezialisierte „Fasserinnen“ mit einer langen, dünnen Nadel die genau ausgezählten Perlen in der richtigen Reihenfolge auf und zogen sie auf einen feinen, haltbaren Faden aus Schappseide oder Klöppelgarn. Andere schwäbische Heimarbeiterinnen verarbeiteten die so „aufgefassten“ Perlenstränge zu rundgestrickten Beuteln, die dann noch gefüttert und z. B. an einen Klappbügelverschluss montiert werden mussten.
Um die 200 Arbeitsstunden arbeitete eine Strickerin an einem einzelnen Beutel.

## Perlhäkelei
Auch die Häkeltechnik erlaubt das Einarbeiten der auf den Faden gezogenen Glasperlen. Hier heben sich deutlicher als bei den meisten Perlstrickarbeiten die aus Perlen gebildeten Muster vom glatt gehäkelten Grund ab. Typische Objekte waren die beliebten „Geldkatzen“, über den Gürtel zu hängende Doppelbeutel mit Mittelschlitz, die als Geldtäschchen mit verschiebbaren Ringen geschlossen werden konnten.

## Perlarbeiten im 20. Jahrhundert
In den Jahrzehnten vor 1900 hatten mechanische Produktionsweisen (auf Webstühlen hergestellte Jacquardgewebe mit eingeschossenen Perlen) die feinere manuelle Herstellung fast völlig verdrängt. In exklusiven Gebrauchsgegenständen und Kleidermodellen um 1900 und in den 1920er Jahren spielen Pailetten und Glasperlen dann noch einmal eine auffällige Rolle. Das klirrende Geräusch der auf Fäden gereihten Perlengehänge („Perlengrillots“) lenkte die Aufmerksamkeit auf die sich mondän gebende Trägerin. Auch Perltaschen wurden wieder modern. Seit 1908 hatte der Göppinger Unternehmer Fritz Schaupert die Herstellung und den Vertrieb neu ausgebaut und organisiert. Seine wichtigsten Produkte waren beutelförmige oder mit metallenen Klappbügeln versehene Täschchen. Die Vorlagen dazu kamen oft aus Paris, aber auch die akademischen Lehrer in den württembergischen Kunstgewerbeschulen wie Karl Purrmann oder Gustav Jourdan förderten zeitgenössische Entwürfe, die den traditionellen Biedermeier-Motiven an die Seite traten. Ein großer Teil dieser Produktion ging ins europäische Ausland und namentlich in die USA. Ab etwa 1930 nahm das Perlverarbeitungsgewerbe rapide ab, nicht zuletzt durch die Mode der maschinell herstellbaren, metallenen Kettengewebe.